# Петрово-Карцеве
Петрово-Карцеве (рос. Петрово-Карцево) — село в Совєтському районі Курської області Російської Федерації.
Населення становить 198 осіб. Входить до складу муніципального утворення Совєтська сільрада.

## Історія
Населений пункт розташований на території українського етнічного та культурного краю Східна Слобожанщина.
Від 2004 року входить до складу муніципального утворення Совєтська сільрада.

## Населення
| 2002 | 2010 |
| ---- | ---- |
| 260  | ↘198 |